# سندی اسپرینگز (کارولینای جنوبی)
سندی اسپرینگز (به انگلیسی: Sandy Springs) یک منطقهٔ مسکونی در ایالات متحده آمریکا است که در شهرستان اندرسون، کارولینای جنوبی واقع شده‌است.